# 西湖街道 (兰州市)
西湖街道，是中华人民共和国甘肃省兰州市七里河区下辖的一个乡镇级行政单位。

## 行政区划

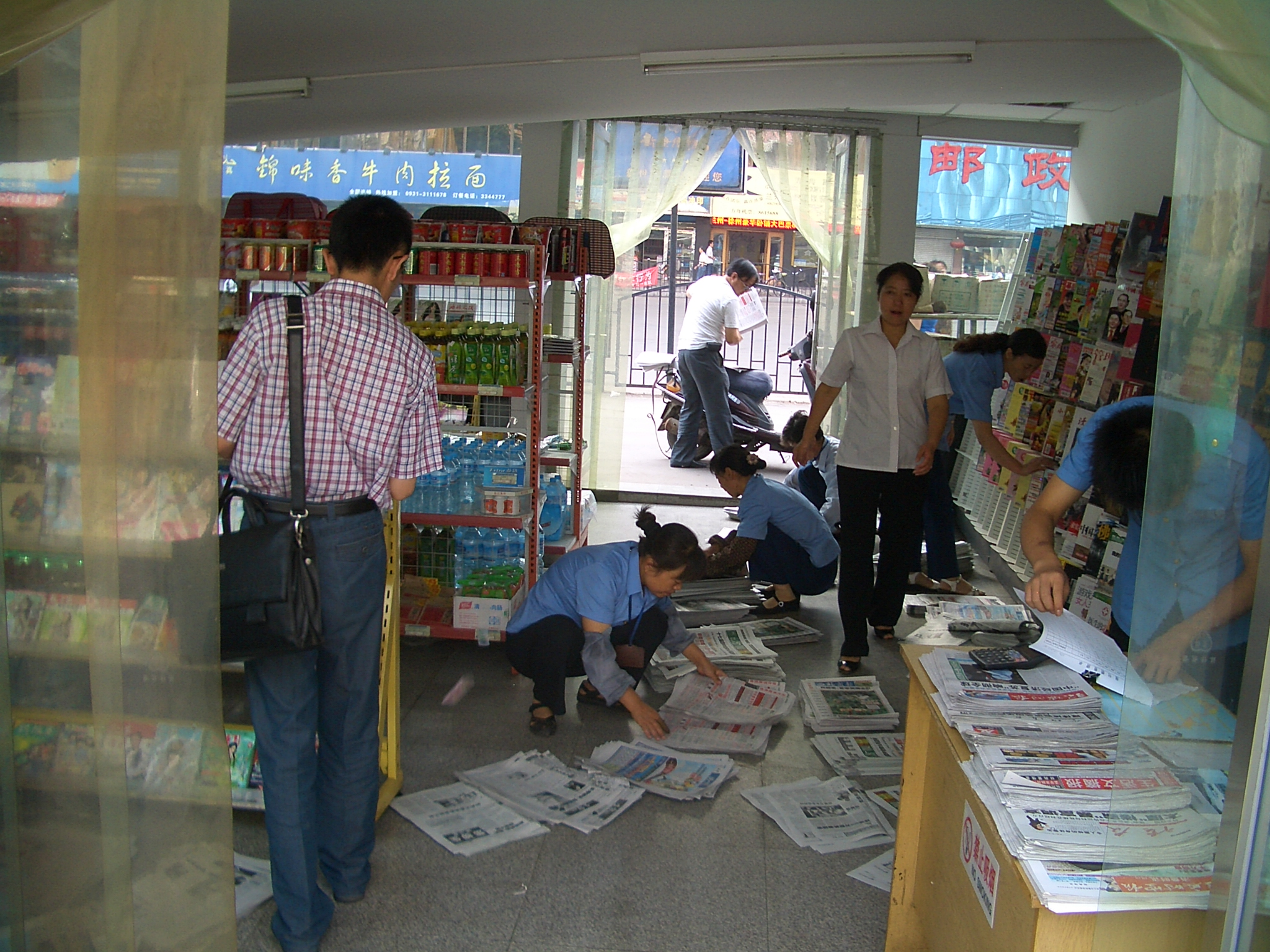
西湖街道

西湖街道下辖以下地区：
兰工坪南街社区、兰工坪北街社区、骆驼巷社区、梁家庄社区、建工中街社区、小西湖东街社区、小西湖西街社区、西津桥社区和安西路社区。